# Michele Smith (actriță)
Michele Smith este o actriță și fotomodel american. A devenit cunoscută prin emisiunea de televiziune American Thunder și prin fotografiile ei din revista Playboy.

## Filmografie
| Anul | Film                                 | Rol                                    | Note                                  |
| ---- | ------------------------------------ | -------------------------------------- | ------------------------------------- |
| 1987 | Dorf on Golf                         | Boom Boom                              |                                       |
| 1987 | Dorf's Golf Bible                    | Boom Boom                              |                                       |
| 1988 | Out of This World                    |                                        | Episodul „Evie's Birthday Wish”       |
| 1989 | Married... with Children             | Bunny                                  | Episodul „Dead Men Don't Do Aerobics” |
| 1990 | Blood Salvage                        | Participantă la concursul de frumusețe |                                       |
| 1991 | Anything But Love                    |                                        | Episodul „I Feel a Cult Coming On”    |
| 1993 | Madison                              | Sarah                                  | Episdoul „The Boy Wonder”             |
| 1994 | Robin's Hoods                        | Dr. Jensen                             | Episodul „Kidnapped Boyfriend”        |
| 1995 | Hologram Man                         | Casey                                  |                                       |
| 1997 | Mary Jane's Not a Virgin Anymore     | falsa mireasă                          |                                       |
| 2000 | American Thunder                     | Gazdă                                  | Speed                                 |
| 2005 | Wake of the Fallen Sun               | Șefa                                   |                                       |
| 2010 | Two Wheel Thunder - An American Icon | Gazdă                                  | HD Theater                            |